# آيرش كريم

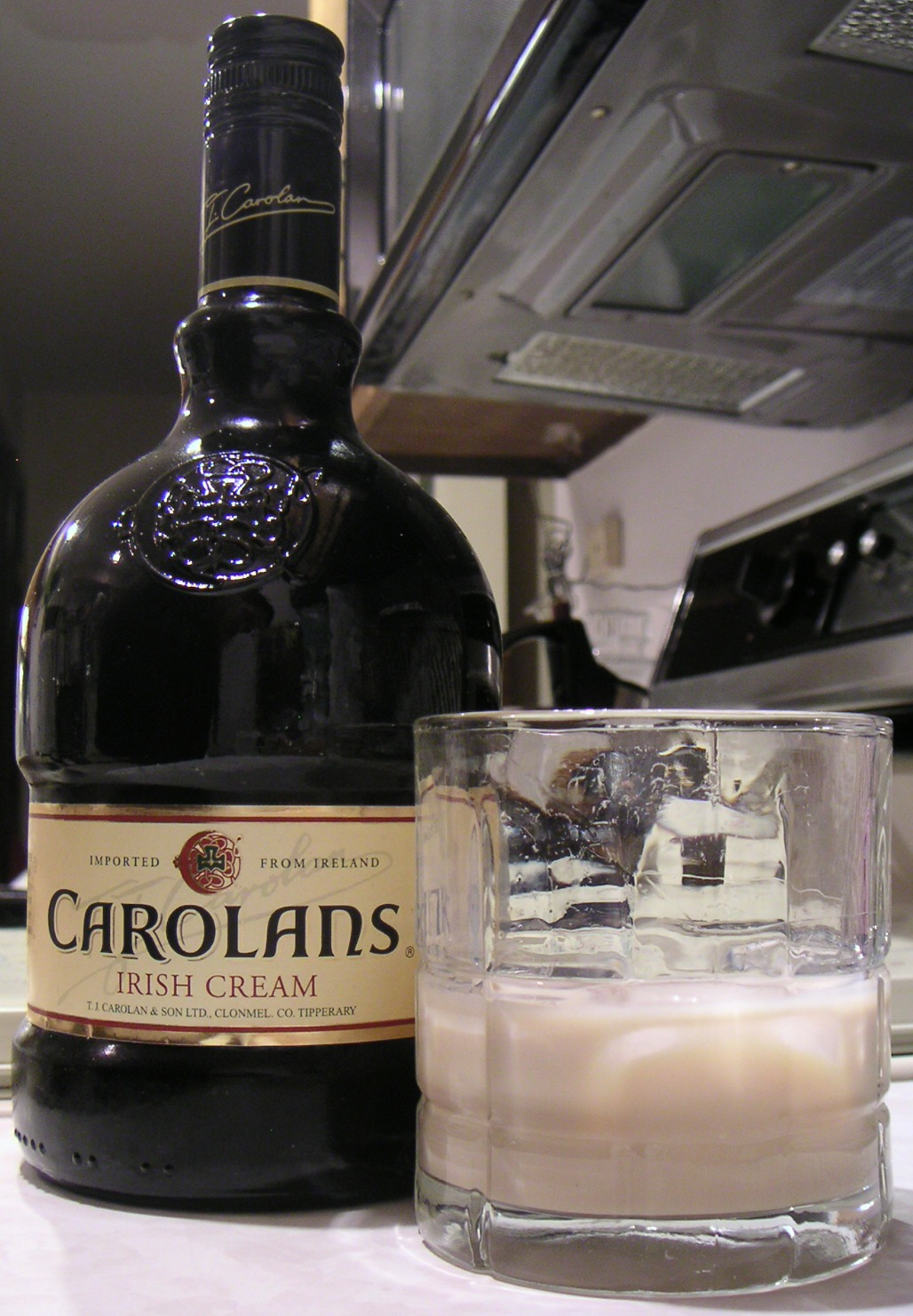
آيرش كريم كارولانز

الآيرش كريم (بالإنجليزية: Irish Cream)‏ هو مشروب كحولي يصنع من الويسكي الأيرلندي، القهوة ، وقشطة الحليب وبعض المكونات الأخرى. من الأنواع المعروفة هو بايليز، وهو أول نوع آيرش كريم، أيضاً كارولانز وسانت بريندانز. يمكن تقديمه وحده أو استخدامه في المشروبات المدمجة.
أحياناً، لا يميز الناس بين الآيرش كريم والقهوة الأيرلندية. ولكن الإثنين لا علاقة لهم ببعض.